# Henryk Krawczyk (samorządowiec)
Henryk Krawczyk (ur. 10 marca 1949 w Długim Kącie) – polski polityk samorządowy, od 1974 do 2018 wójt gminy Wręczyca Wielka.

## Życiorys
Henryk Krawczyk urodził się 10 marca 1949 roku w Długim Kącie. Ukończył Wyższą Szkołę Pedagogiczną w Częstochowie i w 1968 roku rozpoczął pracę zawodową w administracji terenowej, a potem samorządowej.
Od 24 stycznia 1968 roku należał do PZPR, sekretarz Komitetu Gminnego PZPR we Wręczycy Wielkiej od 1 sierpnia 1978 do 31 marca 1979 roku. W 1974 roku otrzymał od wojewody katowickiego nominację na naczelnika gminy Wręczyca Wielka i pozostał na tym stanowisku do 1990 roku, gdy rada gminy wybrała go większością 13 z 24 głosów na wójta. Od tego czasu wygrywał w kolejnych wyborach, a w 2002 roku nie miał kontrkandydata. W kadencji 2006−2010 radny Tomasz Szymański zarzucił Krawczykowi wydawanie środków publicznych niezgodnie z prawem, a w 2010 roku kandydował przeciw niemu w wyborach, zdobywając jednak tylko 30% głosów. Proces w sprawie nieprawidłowości przy wydawaniu środków gminnych rozpoczął się w 2013 roku. Po wygranych wyborach w 2014 roku stał się najdłużej urzędującym naczelnikiem i wójtem w Polsce, równocześnie zapowiedział niekandydowanie w wyborach w 2018 roku i przejście na emeryturę.
W styczniu 2017 został nieprawomocnie skazany przez Sąd Rejonowy w Częstochowie na 10 miesięcy więzienia w zawieszeniu na 2 lata, 2000 zł grzywny i dwuletni zakaz sprawowania funkcji kierowniczych w samorządzie (część zarzutów uległa przedawnieniu). Wyrok ten został uchylony przez sąd Okręgowy w Częstochowie w grudniu 2017. W styczniu 2019 ostatecznie prawomocnie uniewinniony od wszystkich zarzutów. W 2018 nie ubiegał się o reelekcję, zastąpił go Tomasz Osiński.
Żonaty, ma syna i córkę.